# 奈良県立郡山高等学校の人物一覧
奈良県立郡山高等学校の人物一覧（ならけんりつこおりやまこうとうがっこうのじんぶついちらん）は、奈良県立郡山高等学校に関係する主な人物の一覧記事。

## 著名な出身者

### 政治（立法・行政）
- 山田恵一 - 貴族院議員。実業家
- 江藤源九郎 - 元衆議院議員（奈良県選挙区選出）、大日本帝国陸軍少将
- 黒崎定三 - 貴族院議員。法制局長官
- 森岡二朗 - 島根県・青森県・茨城県・栃木県官選知事、台湾総督府総務長官、日本野球連盟会長
- 中山福蔵 - 元衆議院議員（大阪府第4区選出；立憲民政党）、元参議院議員（大阪府選挙区選出；緑風会）、弁護士
- 奥田良三 - 奈良県知事。群馬県官選知事
- 堀内俊夫 - 環境庁長官。元参議院議員、天理市長
- 東中光雄 - 元衆議院議員（比例近畿ブロック・旧大阪2区選出；日本共産党）。弁護士
- 杉田一次 - 陸上自衛隊陸将（陸上幕僚長）。大日本帝国陸軍大佐

### 運動家
- 上田假奈代 - NPO活動家、釜ヶ崎芸術大学創設者、詩人

### 宗教
- 橋本凝胤 - 僧侶、薬師寺管主、法相宗管長
- 高田好胤 - 僧侶、薬師寺管主、法相宗管長
- 吉本伊信 - 僧侶

### 学術
- 青山茂 - 文化史学者（日本文化史、奈良学）、美術評論家、帝塚山短期大学名誉教授、ジャーナリスト（毎日新聞社）
- 今村荒男 - 医学者（内科学）、大阪大学第5代総長・名誉教授
- 木村毅一 - 物理学者（原子核研究）、京都大学名誉教授
- 佐藤井岐雄 - 生物学者（両生類研究）、広島文理科大学 (旧制)教授
- 中本真人 - 国文学者（古代中世芸能史）、新潟大学准教授（2019年度現職）
- 米田庄太郎 - 社会学者（社会心理学）、京都帝国大学名誉教授
- 狭川真一 - 考古学者、民俗学、大阪大谷大学教授

### 経済・実業
- 川本忠雄 - フジ運動具店社長
- 川本増雄 - 貸座敷業、郡山信用金庫専務理事
- 関桂三 - 東洋紡会長、関西経済連合会初代会長
- 髙田多喜男 - 京都近鉄百貨店社長、近鉄百貨店副社長
- 中井利之祐 - 浪華化学工業社長
- 藤沢久美 - 実業家、経済評論家、キャスター

### マスメディア
- 岩本計介 - アナウンサー（朝日放送テレビ）
- 角田奈緒子 - 気象予報士・気象キャスター（ウェザーニューズ→ウェザーマップ）
- 福本義久 - アナウンサー（北海道文化放送アナウンサー）

### 文芸
- 茨木和生 - 俳人
- 櫻田常久 - 小説家、芥川賞受賞者、社会運動家、地方議員
- 山城むつみ - 文芸評論家、東海大学教授（2019年度現職）

### 美術
- 今井凌雪 - 書家、筑波大学名誉教授
- 富本憲吉 - 陶芸家、人間国宝、文化勲章受章者

### 音楽
- 河野康弘 - ジャズピアニスト
- 鈴木重伸 - ロックバンドギタリスト（THE ORAL CIGARETTES）

### 舞台芸術・芸能
- 綾田俊樹 - 俳優、演出家
- 浮世亭とん平 - 漫才師
- 河野純喜 - アイドル（JO1）
- 小日向えり - タレント
- 辰巳清 - シアタープロデューサー、アートプロデューサー、アミューズミュージアム館長

### スポーツ
- 石井智 - 社会人野球選手、大学野球指導者
- 大西鐡之祐 - 学生ラグビー選手（早稲田大学ラグビー蹴球部）、同部監督、早稲田大学教授、ラグビー日本代表監督
- 植村秀明 - プロ野球選手（投手/広島カープ）
- 荻野貴司 - プロ野球選手（外野手/千葉ロッテマリーンズ）
- 笠置山勝一 ※早稲田中学へ転出 - 大相撲力士
- 白滝政孝 - プロ野球選手（投手/近鉄バファローズ、中日ドラゴンズ）、社会人野球選手
- 染田賢作 - プロ野球選手（投手/横浜ベイスターズ）、高校野球指導者
- 中村泰広 - プロ野球選手（投手/阪神タイガース、北海道日本ハムファイターズ）
- 福田功 - プロ野球選手（捕手/中日ドラゴンズ）、プロ野球コーチ・二軍監督
- 溝部武夫 - プロ野球選手（投手/阪急ブレーブス、阪神タイガース）、社会人野球選手
- 宮越徹 - プロ野球選手（投手/中日ドラゴンズ、西武ライオンズ）
- 森本達幸 - 社会人野球選手、高校野球指導者（当校野球部監督）
- 米村理 - プロ野球選手（内野手/阪急ブレーブス）、プロ野球コーチ

## 著名な教職員
- 中川与之助 - 経済学者。元京都帝国大学教授。
- 駒井藤平 - 元衆議院議員。元参議院議員、奈良県生駒郡南生駒村長、実業家